# Fumaiolo

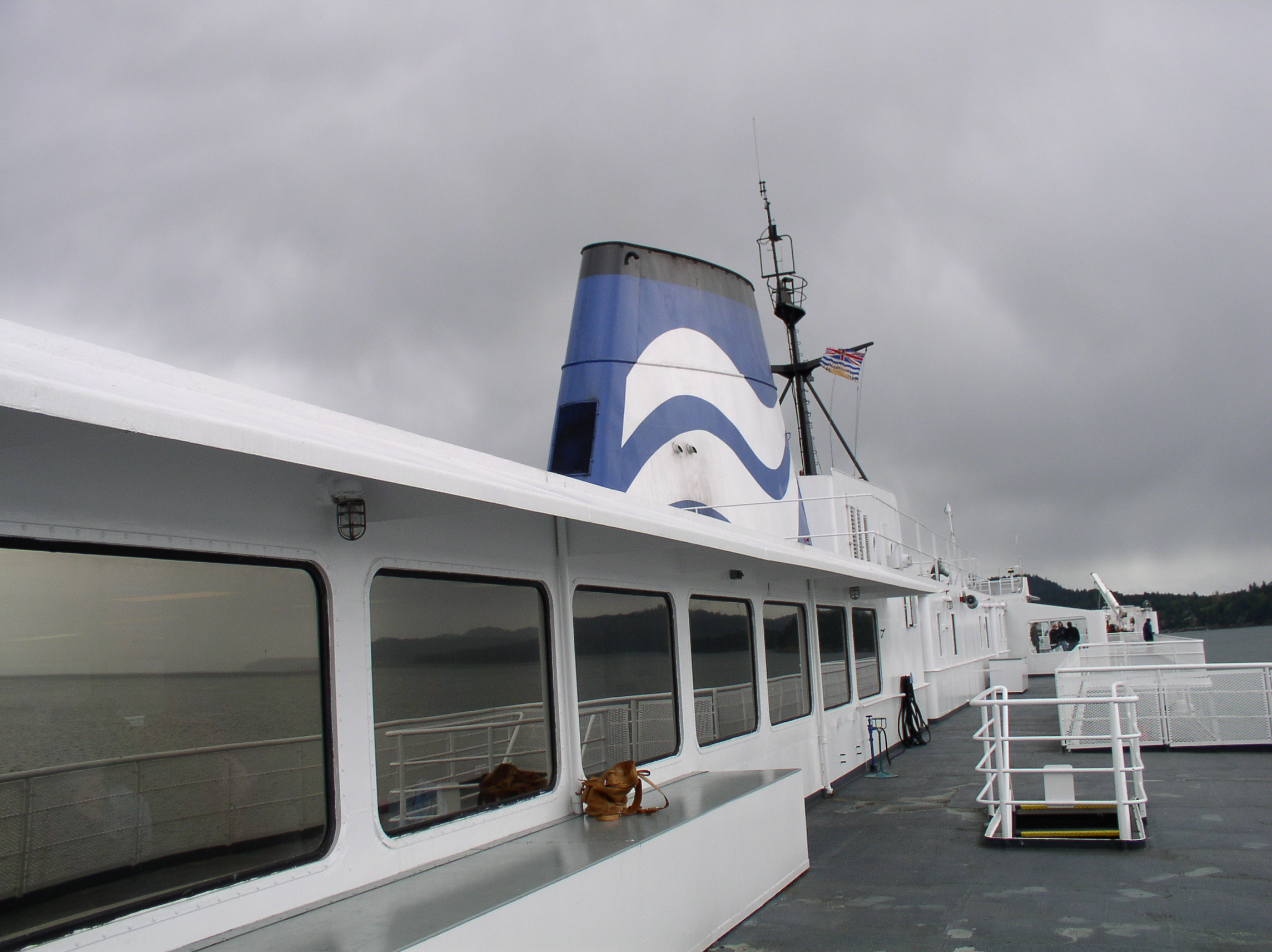

Il fumaiolo è  un tipo di collettore atto a espellere nell'atmosfera i fumi e i gas di scarico prodotti dalla combustione in un sistema di propulsione a vapore o a scoppio di una nave (in nautica), di una locomotiva o di altro impianto. 

## Tipologie
La complessità dei condotti è in relazione alla quantità delle caldaie o dei motori i cui prodotti di combustione vengono espulsi da ogni fumaiolo. Nelle navi, in tempi remoti i fumaioli arrivarono a un massimo anche di 6 unità, ma attualmente sono generalmente uno o due. A volte sono integrati in altre strutture come gli alberi: in tale caso si parla di mack, combinazione fumaiolo-albero o anche fumaiolo-albero-sovrastruttura.
Una particolare configurazione del fumaiolo è quella abbattibile, ovvero un fumaiolo che da una posizione verticale è reclinabile fino a una orizzontale. Questa soluzione venne utilizzata sulle portaerei tuttoponte di prima generazione, nelle quali i fumaioli venivano abbattuti lateralmente fuoribordo per evitare che i fumi e le correnti ascensionali potessero disturbare i velivoli in fase di decollo e, soprattutto, d'appontaggio. Questa configurazione, tra l'altro, venne adottata dalla USS Langley dopo la rimozione dei due fumaioli per lato originari (anch'essi sostituiti in seguito da un unico fumaiolo).

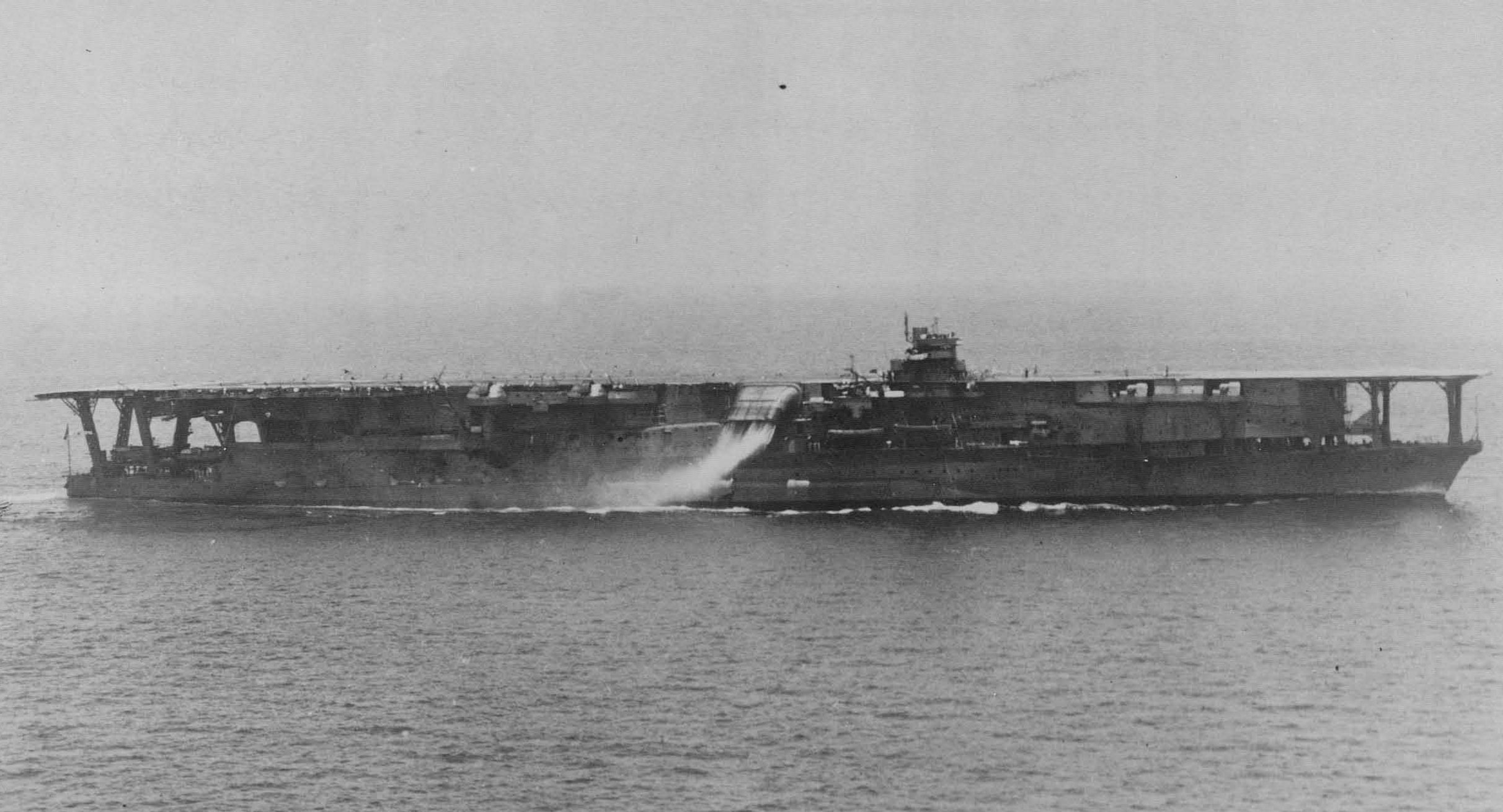
Una foto di profilo della portaerei giapponese Kaga con in evidenza il fumaiolo laterale

Altra configurazione caratteristica legata alle portaerei era quella adottata dalle unità della Marina imperiale giapponese, le quali avevano i condotti dei fumi di scarico che uscivano lateralmente coi fumaioli arcuati verso il basso.
Un altro caso curioso a questo riguardo fu costituito da alcuni transatlantici dotati di fumaioli non funzionanti; l'esempio più noto è costituito dalle tre navi della classe Olympic della compagnia White Star Line, cioè il famosissimo e sfortunato Titanic e i suoi due gemelli Olympic e Britannic. Queste navi, costruite negli anni 1910 dai cantieri Harland and Wolff di Belfast (Irlanda del Nord), erano dotate di quattro fumaioli (colorati in ocra e nero, mentre le navi della compagnia concorrente Cunard Line li avevano dipinti in rosso e nero), ma solo tre di essi venivano utilizzati per scaricare i fumi dei propulsori, mentre il quarto, quello situato più verso la poppa, serviva unicamente a scopo ornamentale e come condotto di ventilazione. Anche il Normandie, gigantesco transatlantico francese della Compagnie Générale Transatlantique degli anni 1930 costruito dai cantieri di Penhoët di Saint-Nazaire, presentava una soluzione simile, in quanto solamente due dei suoi tre fumaioli erano funzionanti, mentre il terzo, oltre ad avere un ruolo estetico, ospitava i canili di bordo e gli impianti di climatizzazione.